# Klipptjärnen
Klipptjärnen är en sjö i Åsele kommun i Lappland och ingår i Ångermanälvens huvudavrinningsområde. Sjön har en area på 0,0558 kvadratkilometer och ligger 459,3 meter över havet. Sjön ingår sedan 2009 i Klipptjärns naturreservat.

## Delavrinningsområde
Klipptjärnen ingår i det delavrinningsområde (713755-156704) som SMHI kallar för Mynnar i Stenkullafors Dämnomr. Medelhöjden är 439 meter över havet och ytan är 10,07 kvadratkilometer. Det finns inga avrinningsområden uppströms utan avrinningsområdet är högsta punkten. Vattendraget som avvattnar avrinningsområdet har biflödesordning 2, vilket innebär att vattnet flödar genom totalt 2 vattendrag innan det når havet efter 217 kilometer. Avrinningsområdet består mestadels av skog (100 procent). Avrinningsområdet har 0,06 kvadratkilometer vattenytor vilket ger det en sjöprocent på 0,5 procent.